# Rolf Claessen

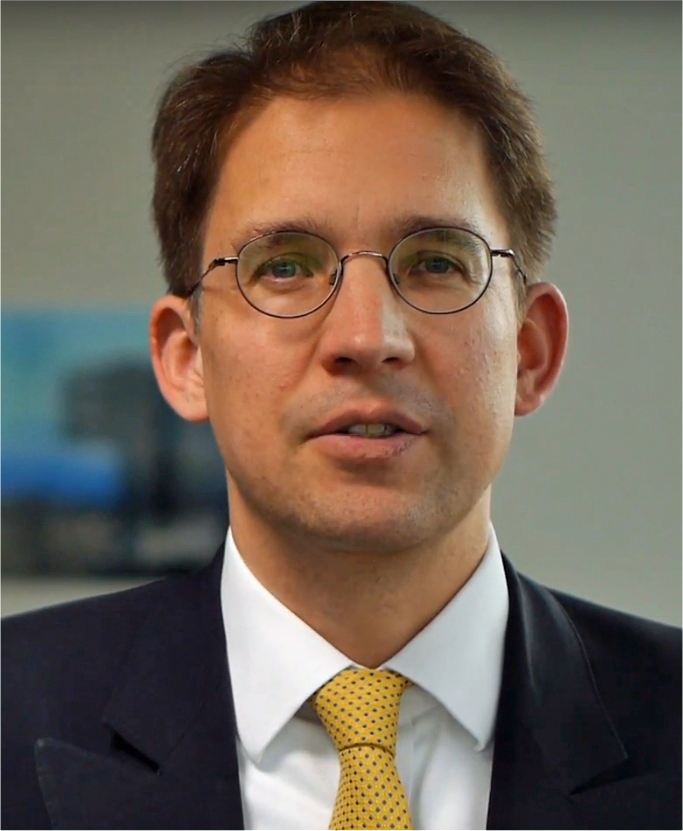
Rolf Claessen, 2018

Rolf Ulrich Claessen (* 15. November 1972) ist ein deutscher Patentanwalt und Fernseh-Juror.

## Leben
Nach dem Studium der Chemie in Tübingen und Würzburg wurde Claessen an der State University of New York at Albany promoviert. Er war zunächst in den Bereichen Entwicklung und Produktmanagement bei der SuNyx Surface Nanotechnologies GmbH tätig, bevor er eine Zusatzausbildung zum Patentanwalt begann. Er ist Gesellschafter bei einer Düsseldorfer Patentanwaltskanzlei.
Auf YouTube betreibt Claessen seit Oktober 2015 für seine Kanzlei einen Kanal, in dem er sich mit rechtlichen Themen, vor allem aus dem Patent-, Marken- und Designrecht, befasst. Dabei arbeitet er auch mit anderen Gästen wie beispielsweise dem Rechtsanwalt Christian Solmecke zusammen. Schon seit 2013 moderiert Claessen den englischsprachigen Podcast IP Fridays. Er ist ständiger Mitarbeiter der Zeitschrift Der IP-Rechts-Berater aus dem Verlag Dr. Otto Schmidt.
Seit dem 7. Januar 2019 bis heute ist Claessen neben Horst Veith, Leon Windscheid und Fränzi Kühne in der Jury der Sat.1-Erfindershow Wie genial ist das denn?!
Rolf Claessen hat drei Kinder und lebt in Köln. Er ist Mitglied des Corps Suevia Tübingen.

## Schriften
- Marken. Recht. Einfach. Verlag Frankfurter Allgemeine Buch, Frankfurt 2025, ISBN 978-3-96251-218-7.
- als Mitautor des Kapitels: Der Zweite Hauptsatz der Thermodynamik. In: Paul A. Tipler, Gene Mosca: Physik für Wissenschaftler und Ingenieure. Springer Spektrum, Heidelberg, 6. Aufl. 2024, ISBN 978-3-82741-945-3, S. 735ff.